# بياتريس ناسيمنتو
بياتريس ناسيمنتو (بالبرتغالية: Maria Beatriz Nascimento‏) هي مدافعة عن الحقوق المدنية برازيلية، ولدت في 12 يوليو 1942 في أراكاجو في البرازيل، وتوفيت في 28 يناير 1995 في ريو دي جانيرو في البرازيل.